# نيلسون بورغز (لاعب كرة قدم)
نيلسون بورغز (بالبرتغالية: Nilson Borges‏) هو لاعب كرة قدم برازيلي، ولد في 16 ديسمبر 1941 في ساو باولو في البرازيل، وتوفي في 3 فبراير 2021. لعب مع جمعية بورتوغيزا الرياضية ونادي كورينثيانز.